# Ferrovia Bienne-La Chaux-de-Fonds
La ferrovia Bienne-La Chaux-de-Fonds è una linea ferroviaria a scartamento normale della Svizzera.

## Storia
La costruzione della linea fu voluta, insieme a quella delle linee Basilea-Bienne e Delémont-Delle, dal canton Berna per collegare il Giura bernese con il resto del cantone. Con decreto del Gran Consiglio del 2 febbraio 1867 il cantone finanziò la costruzione, realizzata dalla Compagnie des chemins de fer du Jura bernois (JB), della ferrovia.
Il 1º maggio 1874 entrò in servizio la tratta tra Bienne e Le Convers, insieme a quella tra Sonceboz e Tavannes. Per evitare il traforo di una lunga galleria verso La Chaux-de-Fonds, la JB preferì allacciare la linea alla ferrovia Neuchâtel-Le Locle a Le Convers.
Il 16 dicembre 1888 venne inaugurato il collegamento diretto tra Renan e La Chaux-de-Fonds, con nove mesi d'anticipo sulla data prevista. La tratta permise di eliminare il regresso di Le Convers, che venne smantellato nel 1895.
La linea seguì la sorte della società concessionaria: nel 1884 la JB confluì nella Jura-Bern-Luzern Bahn (JBL), a sua volta fusasi nel 1891 nella Compagnia del Giura-Sempione (JS), statalizzata nel 1903 con la nascita delle Ferrovie Federali Svizzere (FFS).
La linea venne elettrificata nel 1934 in due tappe (il 15 maggio la sezione Bienne-Sonceboz, mentre la restante tratta due mesi dopo); a tal fine fu ampliata la sottostazione di Bienne.

## Caratteristiche
La ferrovia, a scartamento normale, è lunga 44 km, è elettrificata a corrente alternata monofase con la tensione di 15.000 V alla frequenza di 16,7 Hz; la pendenza massima è del 26 per mille. È interamente a binario unico.

### Percorso
| Continuation backward |

| Unknown route-map component "CONTgq" | Unknown route-map component "ABZg+r" |  |

|  |  | Straight track | Unknown route-map component "tSTR+l" | Unknown route-map component "CONTfq" + Unknown route-map component "PORTALr" |

|  |  | Unknown route-map component "BHF-L" | Unknown route-map component "tKBHFe-R" |  |

|  | Unknown route-map component "ABZgl" | Unknown route-map component "CONTfq" |

| Enter and exit short tunnel |

|  | Unknown route-map component "uCONTgq" | Unknown route-map component "mKRZo" | Unknown route-map component "uKBHFeq" |  |

| Non-passenger station/depot on track |

| Unknown route-map component "SKRZ-Au" |

| Unknown route-map component "hKRZWae" |

| Enter and exit short tunnel |

| Enter and exit short tunnel |

| Stop on track |

| Enter and exit short tunnel |

| Enter and exit short tunnel |

| Enter and exit short tunnel |

| Unknown route-map component "SKRZ-Au" |

| Station on track |

| Stop on track |

| Unknown route-map component "hKRZWae" |

| Unknown route-map component "hKRZWae" |

| Unknown route-map component "SKRZ-Au" |

| Enter and exit short tunnel |

| Unknown route-map component "hKRZWae" |

| Station on track |

| Unknown route-map component "hKRZWae" |

| Unknown route-map component "CONTgq" | Unknown route-map component "ABZgr" |  |

| Stop on track |

| Unknown route-map component "hKRZWae" |

| Stop on track |

| Station on track |

| Stop on track |

| Unknown route-map component "hKRZWae" |

| Stop on track |

| Station on track |

| Unknown route-map component "SKRZ-G2o" |

| Stop on track |

| Station on track |

| Unknown route-map component "eDST" |

| Unknown route-map component "STR+l" | Unknown route-map component "xABZgr" |  |

| Straight track | Unknown route-map component "exTUNNEL2" |  |

| Straight track | Unknown route-map component "exSTR" | Continuation backward |

| Straight track | Unknown route-map component "exSTR" | Unknown route-map component "eBHF" |

| ≈76,2 |
| 25,85 |

| Enter and exit tunnel | Unknown route-map component "exSTRl" | Unknown route-map component "eABZgr" |

| One way leftward | Unknown route-map component "STR+r" | Enter and exit tunnel |

|  | Unknown route-map component "tSTRa" | Unknown route-map component "tSTRa" |

|  | Unknown route-map component "STR+l" | Unknown route-map component "tKRZ" | Unknown route-map component "tKRZ" | Unknown route-map component "CONTfq" |

| Stop on track | Unknown route-map component "tSTRe" | Unknown route-map component "tSTRe" |

| Unknown route-map component "CONTgq" | Unknown route-map component "ABZg+r" | Unknown route-map component "ABZg+l" | One way rightward |  |

| End station | Station on track |  |

| 77,83 |
| 29,49 |

| Continuation forward |

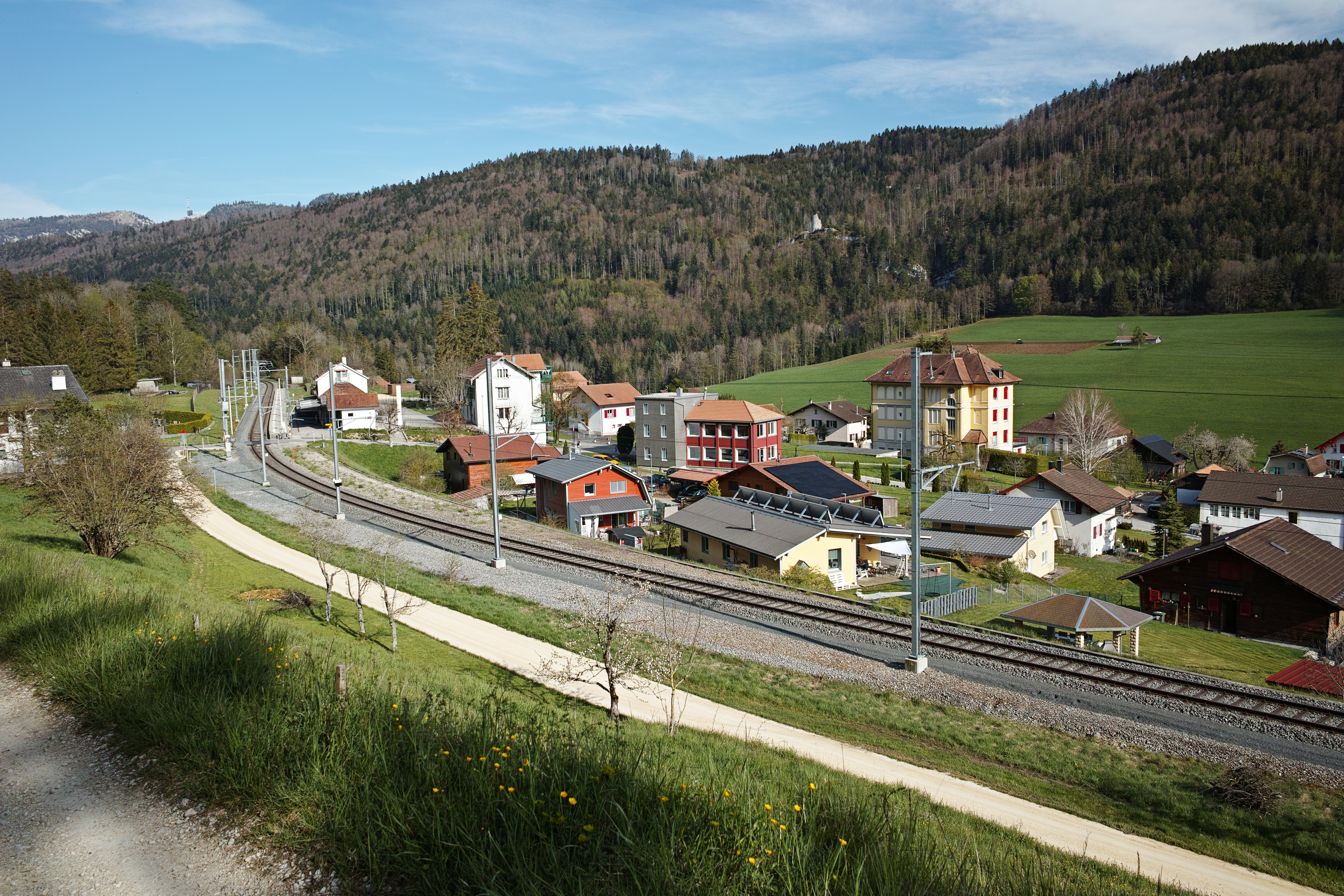
La linea a Sonvilier

La linea parte dalla stazione di Bienne e segue il percorso del fiume Suze, attraversando le gole del Taubenloch; a Sonceboz-Sombeval si dirama la ferrovia per Moutier. Dopo Renan si lascia il canton Berna per il canton Neuchâtel, terminando la corsa alla stazione di La Chaux-de-Fonds.